# 酒石酸デヒドロゲナーゼ
酒石酸デヒドロゲナーゼ（tartrate dehydrogenase）は、次の化学反応を触媒する酸化還元酵素である。
酒石酸 + NAD+ {\displaystyle \rightleftharpoons } オキサログリコール酸 + NADH + H+
反応式の通り、この酵素の基質は酒石酸とNAD+、生成物はオキサログリコール酸とNADHとH+である。
組織名はtartrate:NAD+ oxidoreductaseで、別名にmesotartrate dehydrogenaseがある。